# Band Aid 30
Band Aid 30, eller Band Aid Thirty, var en konstellation av artister som 2014 samlades för att fira 30-årsjubileet av Band Aids inspelning av "Do They Know It's Christmas?".

## Medlemmar
- Chris Martin
- Bob Geldof
- Bono
- Guy Garvey
- Seal
- Ellie Goulding
- Sam Smith
- Ed Sheeran
- med flera.

### Fotnoter
1. ↑  Fredrik Strage (21 november 2014). ”"Do they know it’s Christmas?" går rakt in i mitt lättlurade hjärta”. Dagens nyheter. http://www.dn.se/kultur-noje/kronikor/fredrik-strage-do-they-know-its-christmas-gar-rakt-in-i-mitt-lattlurade-hjarta/. Läst 6 augusti 2016.